# تیفانی فالون
تیفانی فالون (انگلیسی: Tiffany Fallon؛ زادهٔ ۱ مهٔ ۱۹۷۴) یک هنرپیشه اهل ایالات متحده آمریکا است.